# اندلس کامپیوترز
اندلس کامپیوترز (انگلیسی: Endless Computers) شرکت فناوری اطلاعات آمریکایی است، که در سال ۲۰۱۱ تأسیس شد.